# Ausgleich

Vlag van Oostenrijk-Hongarije

Kaart van Oostenrijk-Hongarije met Hongarije (groen) en de andere landsdelen onder Oostenrijkse controle

De Ausgleich (“compromis“, in het Hongaars kiegyezés) was een overeenkomst die in 1867 in het keizerrijk Oostenrijk de staatsrechtelijke verhouding tussen Oostenrijk en Hongarije regelde en leidde tot de dubbelmonarchie Oostenrijk-Hongarije.

## De totstandkoming
Na de overwinning van het Oostenrijkse leger in de zomer van 1848 op de Italianen trachtte het hof van Wenen de democratische ontwikkeling in Hongarije ongedaan te maken. Hierbij speelde het in op de nationale gevoelens van de minderheden. Nadat de Oostenrijkers nog in 1848 tegen Boedapest waren opgerukt, werden zij in het voorjaar van 1849 uit Hongarije verdreven. Het Habsburgse Huis werd door de Hongaarse Landdag op 14 april 1849 van de troon gestoten en Kossuth werd tot gouverneur-president gekozen. Het hof van Wenen vroeg toen om Russische militaire hulp. Tsaar Nicolaas I was bereid de gevraagde hulp te verlenen, omdat hij vreesde dat de definitieve zege van de Hongaarse zaak een revolutie van de onderdrukte Polen tot gevolg kon hebben. De legers van twee grote mogendheden verpletterden de Hongaren. Op 13 augustus 1849 legden ze uiteindelijk de wapens neer, bij de overgave bij Világos. Er brak nu een periode van terreur over Hongarije aan. De Hongaren verzetten zich tegen de onderdrukking door vreemden door middel van passief verzet. In Wenen werd het op den duur duidelijk, dat de medewerking van de Hongaren bij het besturen van Hongarije onmisbaar was. Het feit dat Oostenrijk uit Duitsland en Italië werd verdrongen, maakte ook een vergelijk noodzakelijk. Op grond van voorstellen kwam de Ausgleich van 1867 tot stand.

## Federale Staat
De Ausgleich was een akkoord tussen in Oostenrijk wonende Duitsers en Hongaren. Vóór 1867 bestond de Habsburgse monarchie uit kroonlanden met weinig autonomie. Het keizerrijk was een veelvolkenstaat met als hoofdgroepen de Duitsers, Hongaren en Slaven (West- en Zuid-Slaven). In de nieuwe - federale - staatsvorm werd het land in twee delen gesplitst: Cisleithanië (Oostenrijk) en Transleithanië (Hongarije). Alleen financiën, defensie en buitenlandse zaken zouden gemeenschappelijk worden geregeld.

## Ontevredenheid
De wens van de derde grote bevolkingsgroep, de Slaven, om een eigen landsdeel te krijgen werd volkomen genegeerd. Dit droeg ertoe bij dat een groot percentage inwoners bijna geen gevoel voor eenheid had, in tegenstelling tot bijvoorbeeld het Duitse Keizerrijk. Alleen keizer Frans Jozef I genoot vrijwel overal in het land grote populariteit. In 1867 werden de kroonlanden Hongarije, Kroatië en Slavonië, Fiume met gebied en Transsylvanië (Zevenburgen) samengevoegd tot het landsdeel Transleithanië. 
De drie eerstgenoemde landen behielden hun eigen bestuur, maar Zevenburgen ging ressorteren onder het koninkrijk Hongarije en kwam dus op een lager niveau te staan dan de andere gebieden, dit tot grote woede van de vele Roemenen die in het gebied woonden, maar het nieuw gevormde landsdeel Transleithanië bleef erbij dat Zevenburgen onderdeel zou blijven van Hongarije, Zevenburgen kreeg hierbij vrijwel geen bestuurskracht.
Kroatië-Slavonië kreeg de mogelijkheid om een eigen compromis te sluiten met Hongarije, namelijk de Hongaars-Kroatische Ausgleich van 1868, die Kroatiës status binnen de Hongaarse rijkshelft van Oostenrijk-Hongarije regelde.

## De landsdelen
Cisleithanië bestond uit de volgende kroonlanden: 
- - Koninkrijk Bohemen
  - Koninkrijk Dalmatië
  - Koninkrijk Galicië en Lodomerië
  - Aartshertogdom Oostenrijk beneden de Enns
  - Aartshertogdom Oostenrijk boven de Enns
  - Hertogdom Boekovina
  - Hertogdom Karinthië
  - Hertogdom Krain
  - Hertogdom Salzburg
  - Hertogdom Silezië
  - Hertogdom Stiermarken
  - Markgraafschap Moravië
  - Vorstelijk Graafschap Tirol
    - Land Vorarlberg

  - Kroonland Küstenland
    - Vorstelijk Graafschap Görz en Gradisca
    - Stad Triëst
    - Markgraafschap Istrië

Transleithanië bestond uit de volgende deelstaten (NB de status kroonland werd afgeschaft in dit landsdeel):
- - Koninkrijk Hongarije
    - Vorstendom Transsylvanië, dat gedegradeerd was van kroonland tot onderdeel van Koninkrijk Hongarije. 

  - Koninkrijk Kroatië en Slavonië
  - Stad Fiume

Bosnië-Herzegovina was in 1878 bezet en in 1908 officieel ingelijfd. Het had een aparte status als condominium en werd centraal bestuurd vanuit het ministerie van financiën.

## Verenigde Staten van Oostenrijk
De Oostenrijks-Hongaarse kroonprins kwam met een uitgewerkt voorstel van een Verenigde Staten van Oostenrijk om de vele bevolkingsgroepen hun eigen status te geven met bijbehorende autonomie. Elke bevolkingsgroep kreeg zijn eigen deelstaat die dezelfde autonomie zou hebben als de huidige twee landsdelen, die zouden worden afgeschaft. Maar door het uitbreken van de Eerste Wereldoorlog, waarbij Oostenrijk-Hongarije uiteenviel, zijn deze plannen nooit doorgegaan.

## Wetenswaardigheden
Andere volken voelden zich achtergesteld. Pas in 1907 kreeg Oostenrijk algemeen mannenkiesrecht en in Hongarije nog niet eens 25% van de mannen.
In Hongarije bleven landeigenaren de leidende klasse. Landeigenaren waren goed opgeleid ten opzichte van de massa ongeschoolde proletariërs en landarbeiders.
De Oostenrijkse onderhandelaar, Ferdinand von Beust, noemde het compromis een overeenkomst tussen de Duitsers en de Magyaren om hun eigen barbaren op hun eigen manier te regeren.